# Phaeosphaeria spartinae
Phaeosphaeria spartinae är en svampart som först beskrevs av Ellis & Everh., och fick sitt nu gällande namn av Shoemaker & C.E. Babc. 1989. Phaeosphaeria spartinae ingår i släktet Phaeosphaeria och familjen Phaeosphaeriaceae.  Arten är reproducerande i Sverige. Inga underarter finns listade i Catalogue of Life.